# Макс Герсет
Макс Герсет (норв. Max Herseth, 25 квітня 1892 — 29 жовтня 1976) — норвезький академічний веслувальник.
Бронзовий призер Олімпійських Ігор 1912 року в складі розпашної четвірки зі стерновим з внутрішніми кочетами.